# Hanns Schoberth
Johannes (auch Hanns, Hannes und Hans) Schoberth (* 1922; † 31. Juli 1996) war ein deutscher Sportmediziner und Orthopäde.

## Leben
Schoberth war als Arzt in Erlangen tätig und langjährig Oberarzt an der Orthopädischen Universitätsklinik Frankfurt am Main. Von 1952 bis 1962 leitete er die Orthopädische Abteilung in der Chirurgischen Klinik in Erlangen. Zwischen 1965 und 1973 hatte er das Amt des stellvertretenden Vorsitzenden des Deutschen Sportärztebundes inne. Zwölf Jahre lang betreute er die Fußballmannschaft des 1. FC Nürnberg als Arzt, zwischen 1966 und 1974 war Schoberth Mannschaftsarzt der bundesdeutschen Fußballnationalmannschaft und später beim Eckernförder SV und bei Holstein Kiel. Er war ebenfalls Arzt der bundesdeutschen Handballnationalmannschaft und ständiger Berater des Wissenschaftsausschusses des Organisationskomitees für die Olympischen Sommerspiele 1972 in München.
Ab 1972 war Schoberth entscheidend an der Planung der ersten bundesdeutschen Klinik für Sportmedizin in Damp beteiligt, deren erster Ärztlicher Direktor er nach der Gründung 1973 wurde. Er baute als Ärztlicher Leiter das 1978 in Damp gegründete Lehrinstitut für Krankengymnastik auf und führte in Damp sportmedizinische Schulungen durch. 1986 wurde Schoberth mit dem Bundesverdienstkreuz erster Klasse ausgezeichnet.
Er veröffentlichte mehrere medizinische Lehrbücher, darunter Die Leistungsprüfung der Bewegungsorgane: Bewertung für Sport und Arbeit (1972), Sportmedizin: ein Handbuch (1977), Mehr Freude am Sport: ein sportmedizinischer Ratgeber für Leistungssportler, Freizeitsportler und Betreuer sowie Orthopädie des Sitzens (1989). Schoberths vorrangige Forschungsthemen waren Sportverletzungen, Rehabilitation nach Verletzungen, Bewegung im Alltag, Schulsport aus ärztlicher Sicht und Sport im Alter.
In einem Nachruf des Deutschen Ärzteblatts wurde Schoberth als „einer der profiliertesten Vertreter der Sportorthopädie und der Sporttraumatologie“ bezeichnet.
Von 1993 bis 1995 war er Vereinsvorsitzender der Kieler Sportvereinigung Holstein von 1900 e.V. (Holstein Kiel). Seit 1998 vergibt die Ostseeklinik Damp einen nach Schoberth benannten Preis, mit dem wissenschaftliche Arbeiten in der Sportmedizin ausgezeichnet werden.